# Eupithecia mauvaria
Eupithecia mauvaria là một loài bướm đêm trong họ Geometridae.